# Hajdúhadház
Hajdúhadház is een plaats (város) en gemeente in het Hongaarse comitaat Hajdú-Bihar. Hajdúhadház telt 13 070 inwoners (2001).